# 武泽尼察市镇
武泽尼察市镇，是斯洛維尼亞北部的一個市镇，行政中心为武泽尼察。位於德拉瓦河的右岸，向南延伸到波霍列山脈。該市镇在歷史屬於施蒂利亞公國的斯洛維尼亞部分，現在包括在科羅統計區。

## 外部連結
- 官方网站  （斯洛文尼亚文）
- Municipality of Vuzenica on Geopedia （页面存档备份，存于）